# Bataille de Donauwörth
Troisième Coalition
Batailles
Batailles navales
- Rocher du Diamant (1805)
- Cap Finisterre (1805)
- îles Chausey (1805)
- Trafalgar (1805)
- Cap Ortegal (1805)

Campagne d'Allemagne (1805) : opérations en Bavière - Autriche - Moravie
- Donauwörth
- Wertingen
- Günzburg
- Haslach-Jungingen
- Memmingen
- Elchingen
- Nerenstetten
- Neresheim
- Ulm
- Ried
- Lambach
- Bodenbichl
- Steyr
- Amstetten
- Mariazell
- Dürenstein
- Hollabrunn (Schöngrabern)
- Wischau
- Austerlitz

Campagne d'Italie (1805) : Opérations en Italie du Nord
- Vérone
- Caldiero
- Forano
- Castelfranco Veneto

Invasion de Naples (1806)
- Gaète
- Campo Tenese
- Maida
- Lauria
- Maratea
- Amantea
- Mileto

La bataille de Donauwörth est le premier engagement de la campagne d'Allemagne de 1805. Les forces françaises sous les ordres des maréchaux Murat et Soult battent le corps autrichien du général Kienmayer et franchissent le Danube.

## Contexte
À la suite de l'entrée des troupes autrichiennes du général Karl Mack en Bavière, l'armée française quitte le camp de Boulogne et atteint le Rhin à la fin septembre 1805. Le général autrichien a établi son armée autour de la ville bavaroise d'Ulm, à cheval sur le Danube. Il attend les troupes françaises aux débouchés de la Forêt-Noire. 
Napoléon Ier envoie la réserve générale de cavalerie sous les ordres de Murat établir des dépôts de vivre et battre le pays pour tromper Mack tandis qu'il fait exécuter à son armée un vaste mouvement d'enveloppement par le nord.
Le 7 octobre, l'Empereur, accompagné de Murat et du 4e corps de Soult se présente devant Donauworth, 65 km en aval d'Ulm. La ville est défendue par le corps du général Kienmayer, qui constitue l'arrière-garde de l'armée autrichienne. 

## La bataille
La bataille oppose au devant de la ville le 4e corps du maréchal Soult (principalement la division Vandamme) et la cavalerie de Murat au corps autrichien. Les forces françaises l'emportent et franchissent le Danube.

## Conséquences
Après cet engagement, la Grande Armée peut se déployer sur la rive gauche du Danube et continuer sa manœuvre d'enveloppement des forces autrichiennes. Les combats reprennent dès le lendemain à Wertingen.

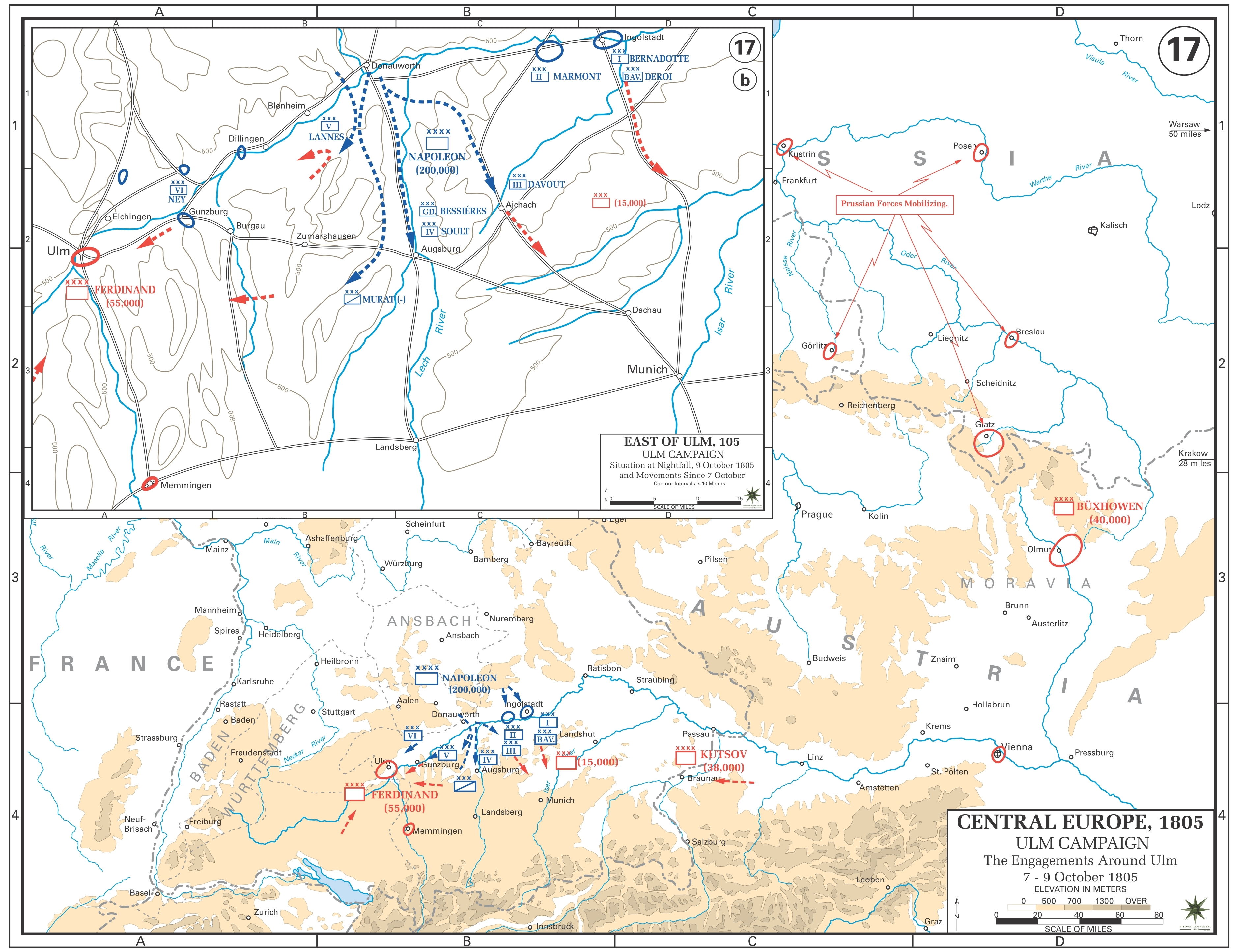
Mouvements des armées du 7 au 9 octobre 1805.